# گوهرمرغ دوست‌داشتنی
گوهرمرغ دوست‌داشتنی (نام علمی: Cotinga amabilis) یک گونه از پرندگان خانواده گوهرمرغان است که در آمریکای شمالی و مرکزی از جنوب مکزیک تا گواتمالا، بلیز، هندوراس و نیکاراگوئه تا کاستاریکا با گزارش‌هایی از غرب پاناما یافت می‌شود. زیستگاه طبیعی آن جنگل‌های دشت نمناک استوایی و جنگل‌های سابق به شدت تخریب‌شده‌است. نر به رنگ آبی فیروزه‌ای روشن است، در حالی که ماده به رنگ قهوه‌ای مایل به خاکستری با زیرتنه کمرنگ است. به دلیل اندازهٔ کل جمعیت و گستره وسیعی که دارد، این گونه هنوز آسیب‌پذیر به‌شمار نمی‌رود.

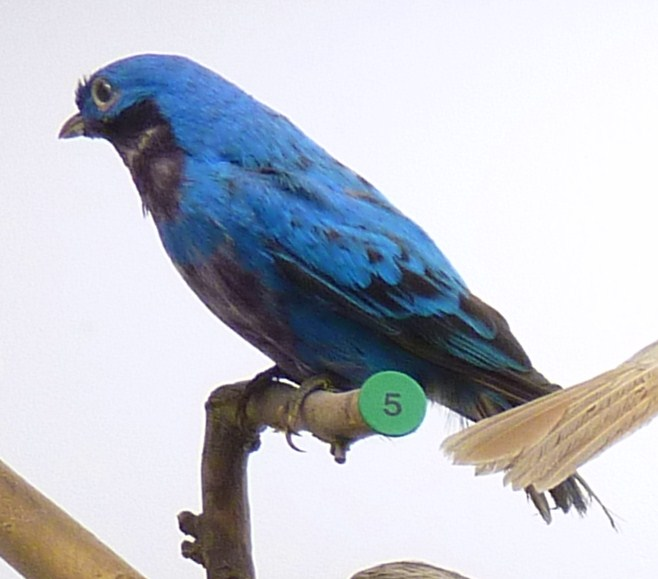
گوهرمرغ دوست‌داشتنی (Cotinga amabilis) در موزهٔ ژنو